# Memoriał Jana Magiery
Das Memoriał Jana Magiery ist ein Straßenradrennen für Männer in Polen.
Das Eintagesrennen wurde 2022 neu ins Leben gerufen und ist dem polnischen Radrennfahrer Jan Magiera gewidmet, der im Februar 2022 starb. Das Rennen findet auf einem Rundkurs um Stary Sącz, der Heimatregion von Jan Magiera, statt. Das Rennen ist Teil der UCI Europe Tour und in die UCI-Kategorie 1.2 eingestuft.

## Palmarès
| Jahr | Sieger         | Zweiter       | Dritter        |          |
| ---- | -------------- | ------------- | -------------- | -------- |
| 2022 | Michael Boroš  | Paweł Cieślik | Michael Kukrle |          |
| 2023 | Michael Kukrle | Piotr Pękala  | Márton Dina    |          |
| 2024 | abgesagt       | abgesagt      | abgesagt       | abgesagt |